# Alessandro Leopardi
Alessandro Leopardi, död 1522 eller 1523, var en italiensk konstnär.

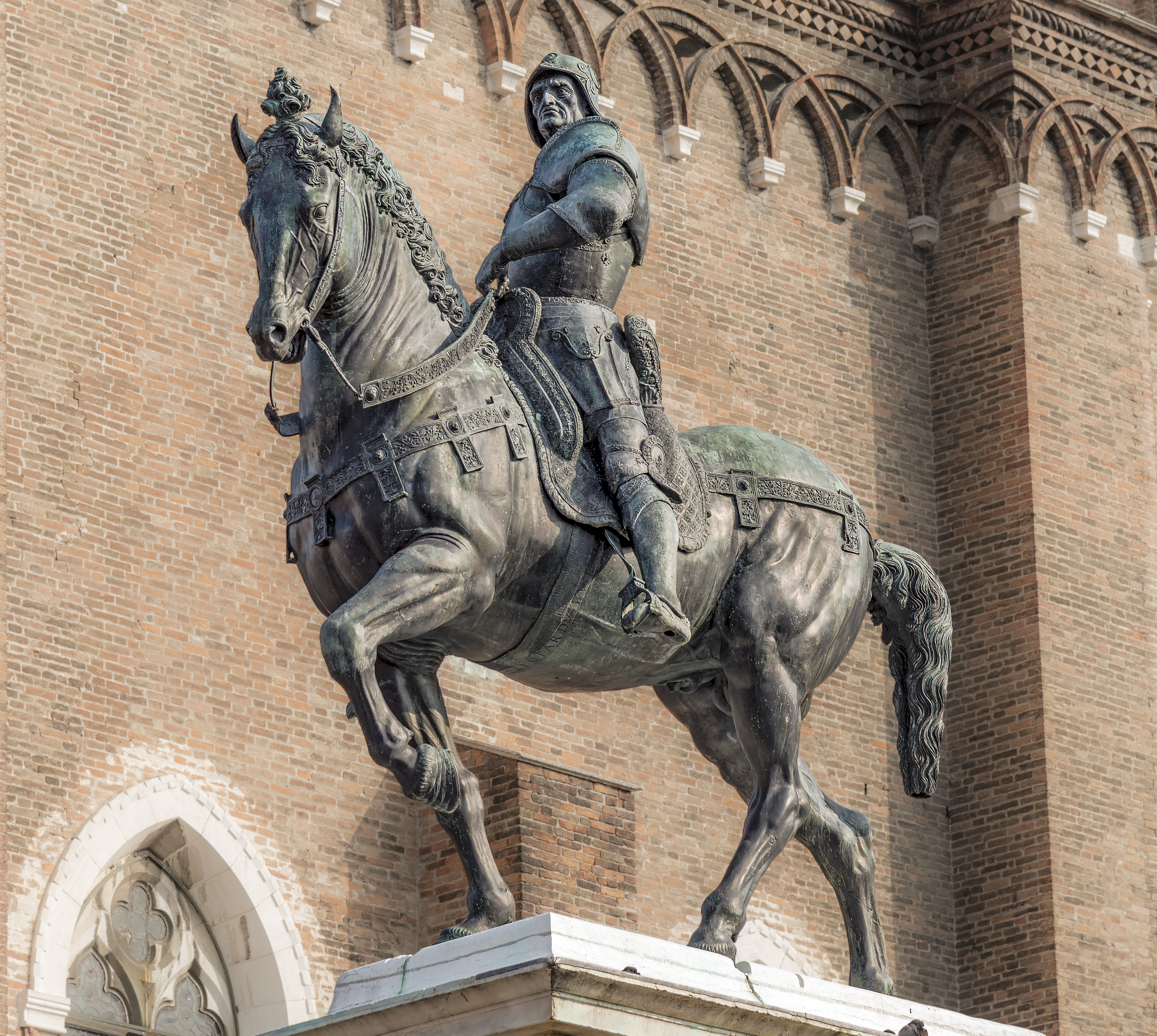
Bartolomeo Colleoni - Andrea del Verrocchio

Leopardi var en av sin tids främsta bronsskulptörer, men även verksam som arkitekt. Han utförde det präktiga postamentet till Andrea del Verrocchios Colleonistaty i Venedig samt de tre kandelaberliknande flagghållarna å Markusplatsen. Vid Vendraminmonumentet i San Giovanni e Paolo skall Leopardi också ha varit verksam.